# 約內什蒂鄉 (沃爾恰縣)
44°52′49″N 24°13′29″E / 44.8803°N 24.2247°E
約內什蒂鄉（羅馬尼亞語：Comuna Ionești, Vâlcea），是羅馬尼亞的鄉份，位於該國西南部，由沃爾恰縣負責管轄，面積54平方公里，海拔高度205米，2002年人口4,466，人口密度每平方公里83人。